# Sân bay Sayak
Sân bay Sayak (Filipino: Paliparan ng Sayak, tiếng Cebuano: Tugpahanan sa Sayak) (IATA: SOS, ICAO: RPNS), cũng có tên là Sân bay Siargao, là một sân bay phục vụ đảo Siargao nằm ở tỉnh Surigao del Norte của Philippines. Sân bay nằm ở Barangay Sayak thuộc đô thị Del Carmen.
Đây là sân bay nhánh theo phân loại của Cục hàng không dân dụng Philippines, một cơ quan thuộc Bộ Giao thông Vận tải quốc gia này.

## Tuyến bay
| Hãng hàng không | Các điểm đến |
| --------------- | ------------ |
| Cebu Pacific    | Cebu         |